# Бостон (Індіана)
Бостон (англ. Boston) — місто (англ. town) в США, в окрузі Вейн штату Індіана. Населення — 150 осіб (2020).

## Географія
Бостон розташований за координатами 39°44′28″ пн. ш. 84°51′7″ зх. д. / 39.74111° пн. ш. 84.85194° зх. д. (39.741105, -84.851809).  За даними Бюро перепису населення США в 2010 році місто мало площу 0,55 км², уся площа — суходіл. В 2017 році площа становила 0,58 км², уся площа — суходіл.

## Демографія
Згідно з переписом 2010 року, у місті мешкало 138 осіб у 60 домогосподарствах у складі 41 родини. Густота населення становила 253 особи/км².  Було 67 помешкань (123/км²).
Расовий склад населення:
| - 97,8 % — білих - 1,4 % — азіатів - 0,7 % — корінних американців |

До двох чи більше рас належало 0,0 %. Частка іспаномовних становила 0,0 % від усіх жителів.
За віковим діапазоном населення розподілялося таким чином: 22,5 % — особи молодші 18 років, 57,9 % — особи у віці 18—64 років, 19,6 % — особи у віці 65 років та старші. Медіана віку мешканця становила 42,0 року. На 100 осіб жіночої статі у місті припадало 109,1 чоловіків;  на 100 жінок у віці від 18 років та старших — 98,1 чоловіків також старших 18 років.
За межею бідності перебувало 18,7 % осіб, у тому числі 23,5 % дітей у віці до 18 років та 6,1 % осіб у віці 65 років та старших.
Цивільне працевлаштоване населення становило 64 особи. Основні галузі зайнятості: виробництво — 20,3 %, публічна адміністрація — 18,8 %, освіта, охорона здоров'я та соціальна допомога — 15,6 %.